# Nagyigmánd
Nagyigmánd ist eine ungarische Großgemeinde im Kreis Komárom im Komitat Komárom-Esztergom. Im Ort befindet sich eine alte Erdfestung.

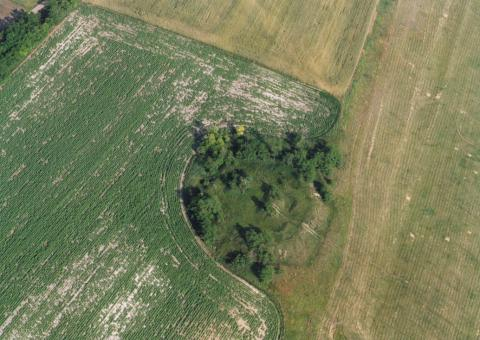
Nagyigmánd, Erdwerk

## Geografische Lage
Nagyigmánd liegt 25 Kilometer nordwestlich des Komitatssitzes Tatabánya und 13 Kilometer südwestlich der Kreisstadt Komárom. Nachbargemeinden sind Kisigmánd, Mocsa, Kocs, Szákszend, Csém, Tárkány und Bábolna.

## Geschichte
Der Name des Dorfs stammt aus dem deutschen Wort Wigman. Die Stadt findet zuerst im Jahre 1233 unter diesem Namen Erwähnung – aus diesem Grunde ist dieses Jahr im Wappen der Gemeinde verewigt worden.
Ältere Schreibweisen sind Wygman und Huigman.
Jener deutsche Name deutet darauf hin, dass diese Siedlung ursprüngliche einem Ritter gehörte, der zusammen mit der Prinzessin Gisela von Bayern, der Ehefrau des ungarischen Monarchen Stephan I. nach Ungarn gezogen war.
Einst unterstand das Dorf dem Adelsgeschlecht Zichy, im 19. Jahrhundert beherrschte das katholische Adelsgeschlecht Eszterházy das Dorf und ließ die mittelalterliche St. Michael-Kirche im Dorf erneuern und renovieren.
Im Freiheitskampf der Jahre 1848/49 bekannten sich der Plebaner Mansbarth und der Seelsorger Szikszay zur Unterstützung der Freiheitskämpfer und somit zu einer feindlichen Haltung gegen die österreichisch-ungarische Doppelmonarchie. Aufgrund dessen wurden sie auf Befehl des Generals Haynau hingerichtet, der in Nagyigmánd sein Hauptquartier errichtet hatte.

## Sehenswürdigkeiten
In der Landstadt stehen zwei Kirchen, eines der beiden Gebäude gehört zur römisch-katholischen Kirche, das andere zur Reformierten Kirche in Ungarn.

### Katholische Kirche

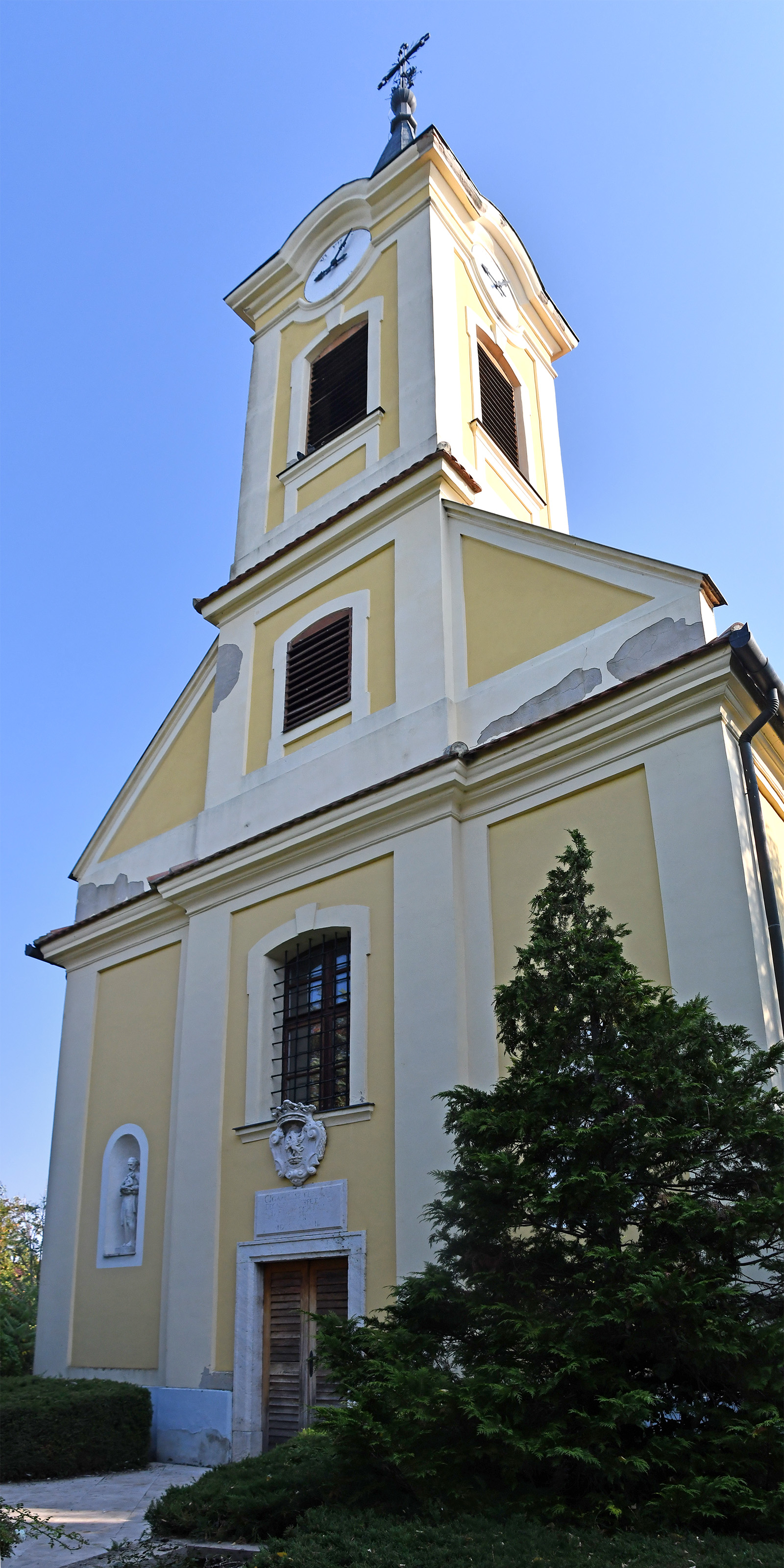
Katholische St.-Michael-Kirche.

Die katholische Kirche heißt Katolikus Szent Mihály Templom (Katholische St. Michael-Kirche). Sie wurde 1775–77 unter der Leitung des ungarischen Architekten Jakab Fellner auf Geheiß des ungarischen Grafen József Eszterházy renoviert und erneuert. Das Bauwerk stammt zwar ursprünglich aus dem Mittelalter, wurde aber auch im Barock renoviert.

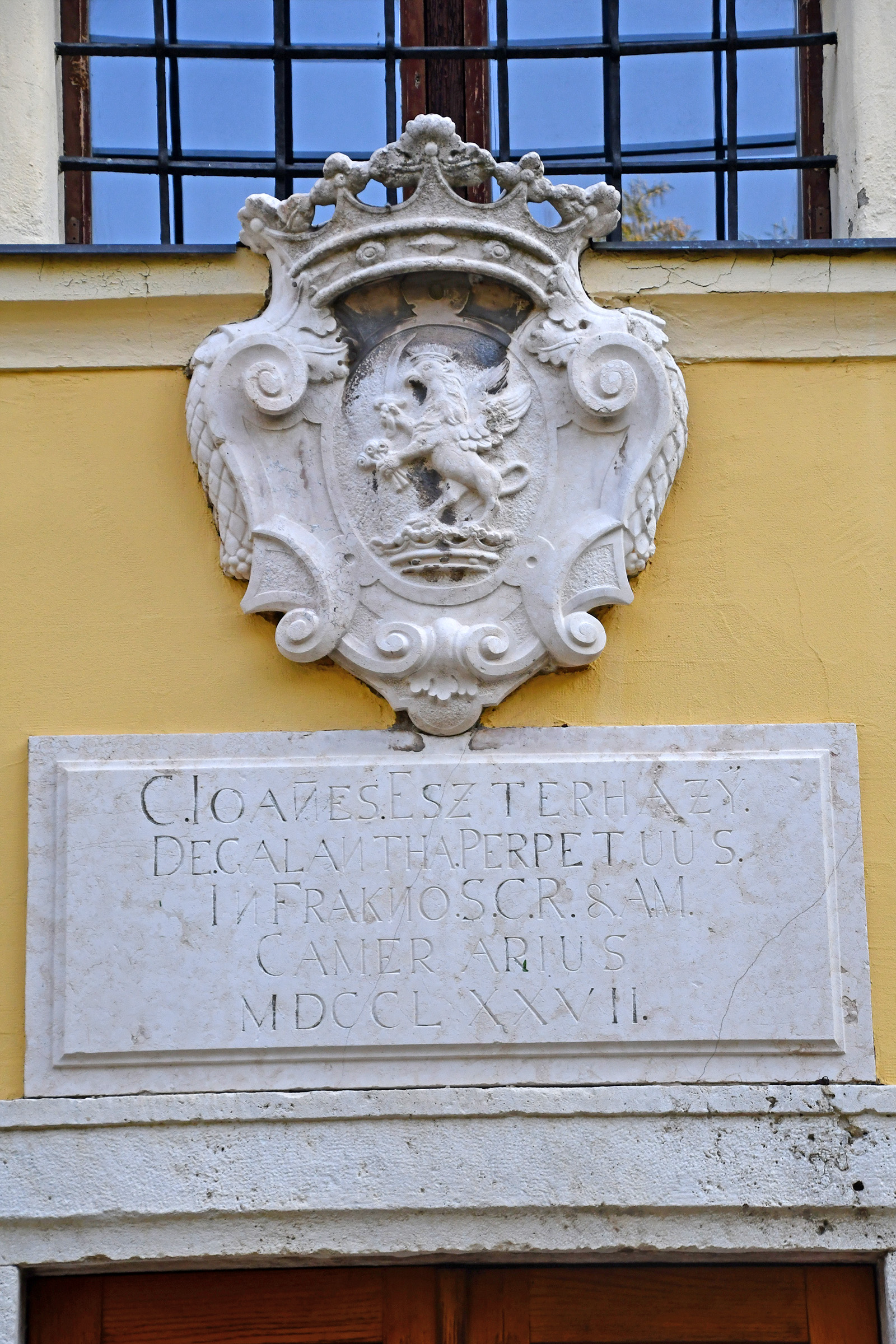
Oben steht in Lateinisch eingravierten Lettern der Auftraggeber, unten das Jahr 1777, das Jahr der Vollendung vom Sakralbau.

Über einer Steintafel, die an die Renovierung durch den Grafen erinnern soll, befindet sich das Wappen seines Adelsgeschlechts.

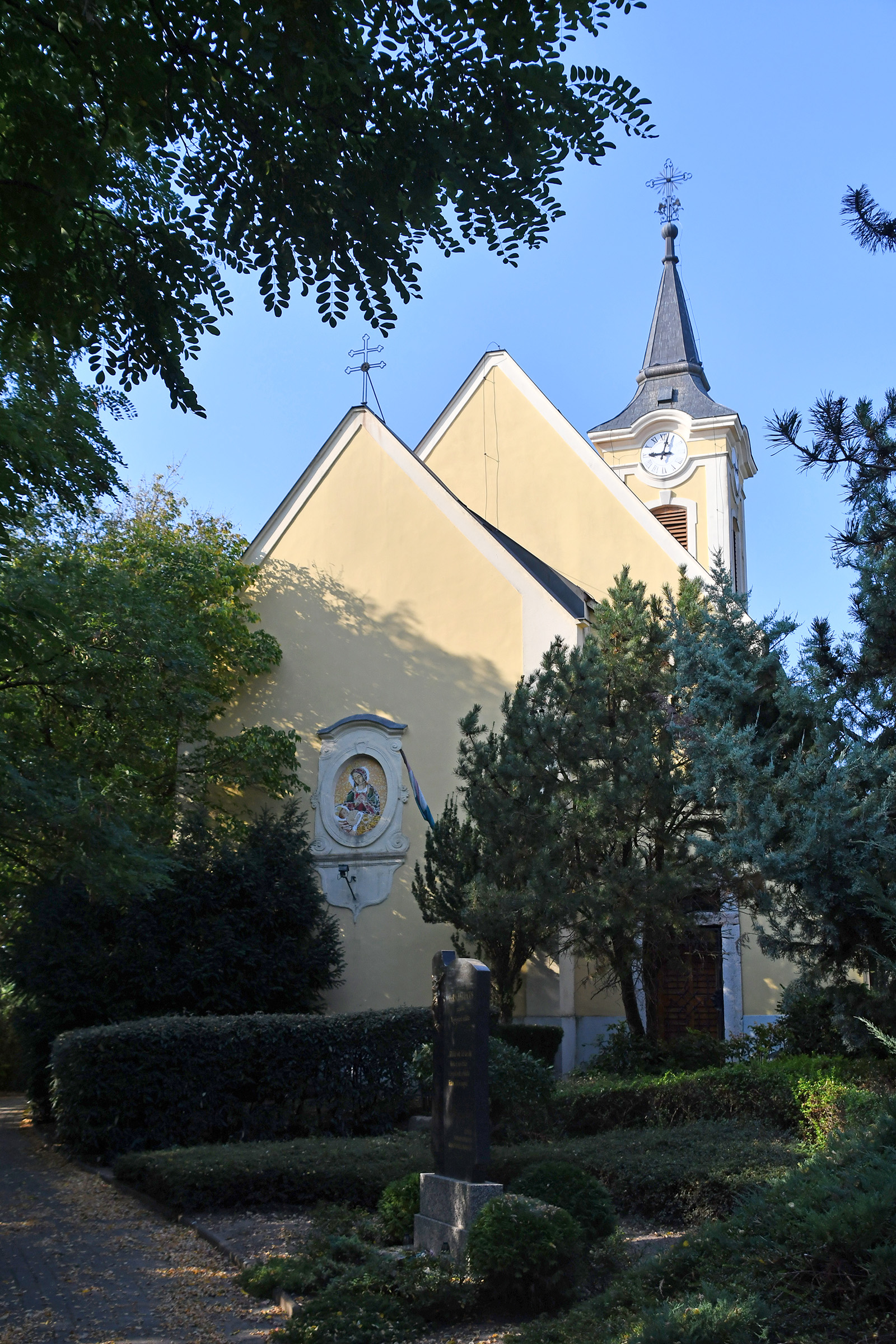
Rückseite der katholischen Kirche.

Der Eingang der Kirche kann nach dem Besteigen steinerner Stufen und der Passierung eines eisernen Tores erreicht werden.

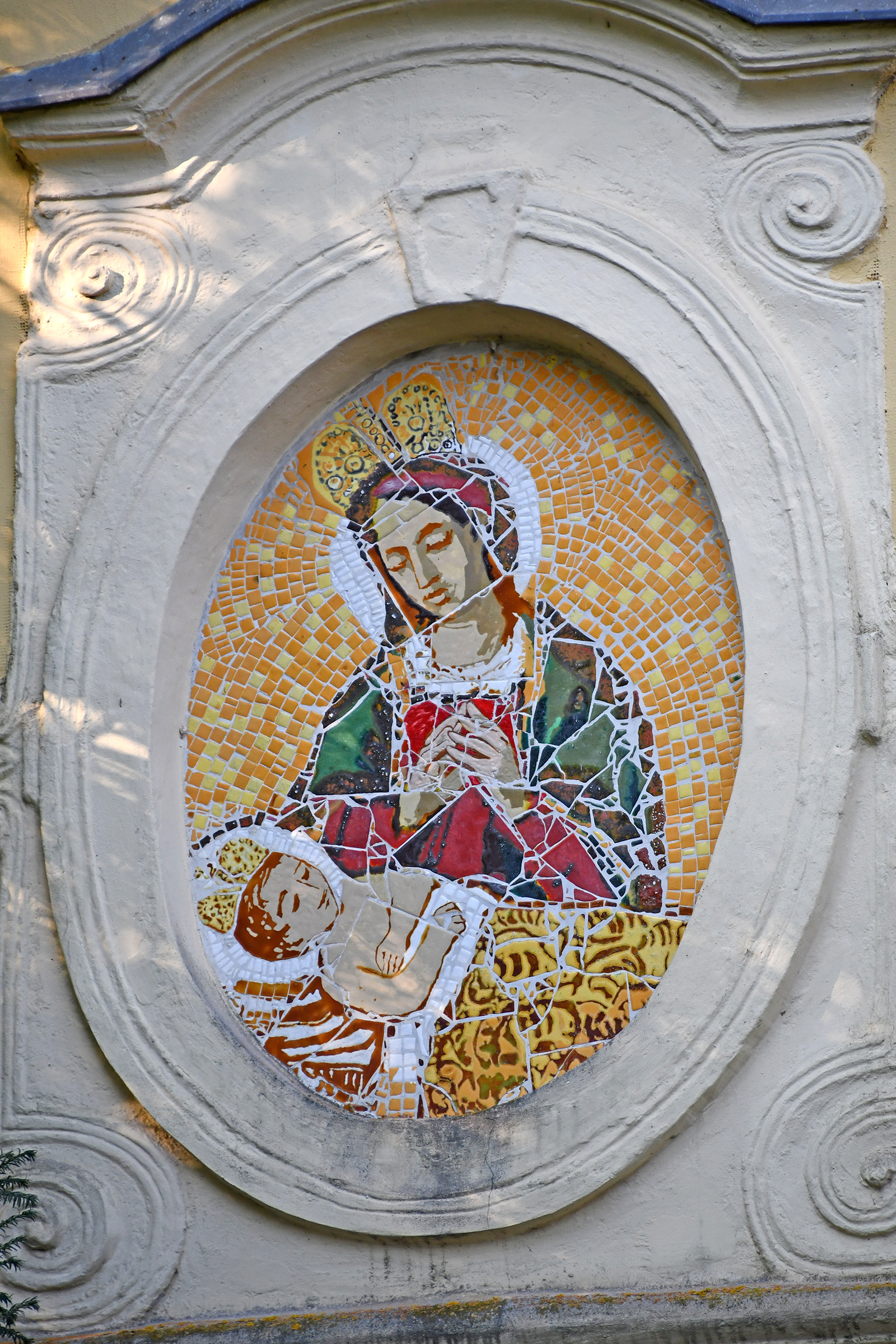
Buntes Mosaik vom bekrönten Jesus Christus als junger Heiland mit der bekrönten Hl. Gottesmutter an der Außenfassade des Sakralbaus.

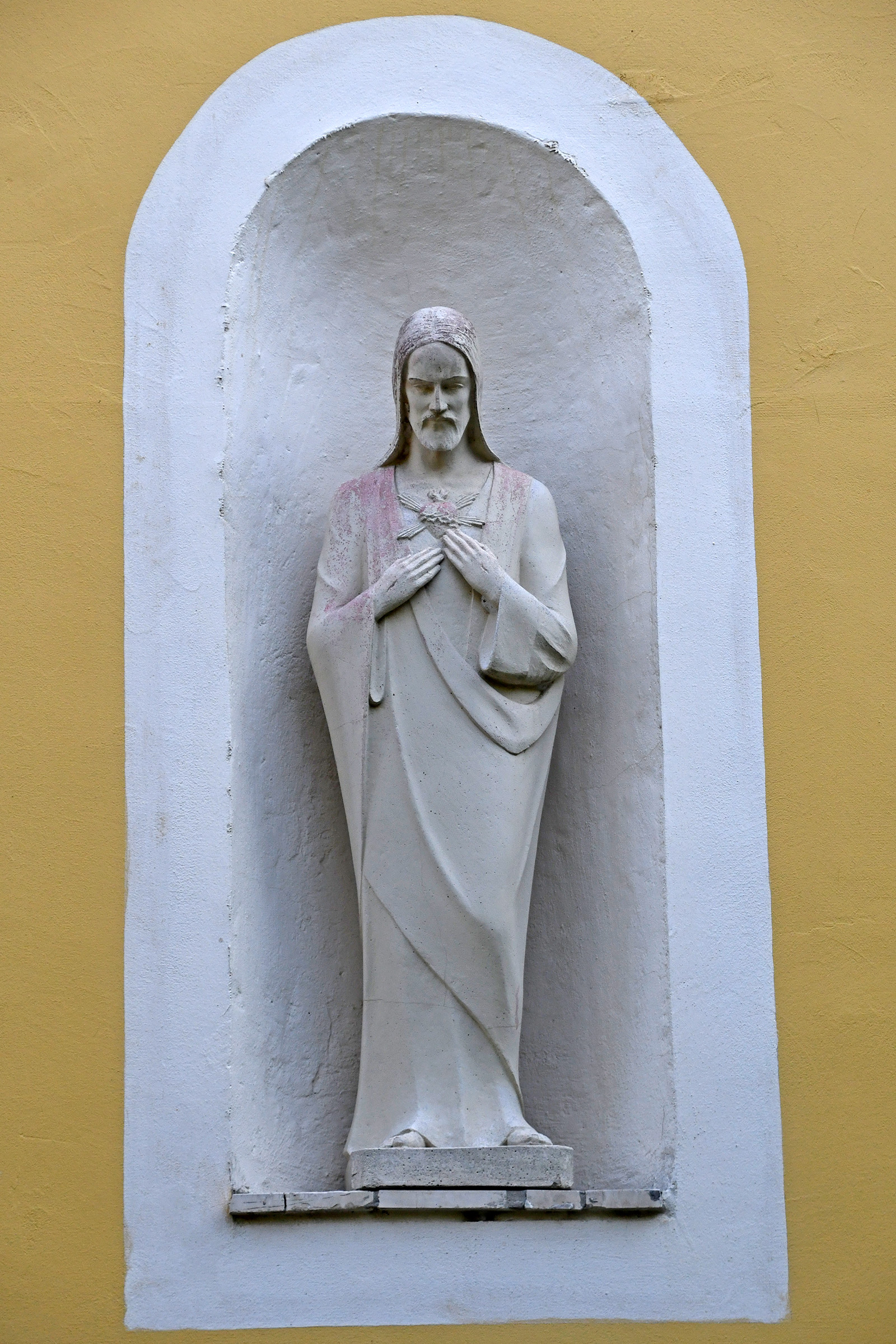
Statue des Heilands an der Außenfassade.

Neben der Kirche wurde – auch gemäß den Plänen von Fellner – eine Pfarrei erbaut.

### Reformierte Kirche
Am Platze der jetzigen reformierten Kirche stand ursprünglich eine kleinere Kirche, die 1746/47 errichtet wurde.

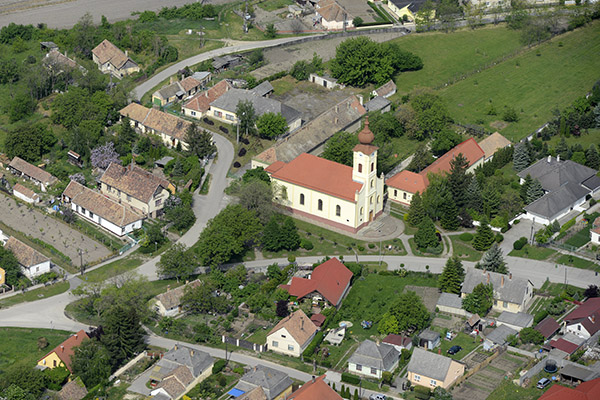
Luftaufnahme der im klassizistischen Baustil errichteten Reformierten Kirche.

Die gegenwärtige reformierte Kirche wurde 1889 errichtet und steht vor dem Platz der Blutzeugen (der sogenannte vértanúk tere auf Ungarisch), der an die sogenannten „Blutzeugen“ der Revolution von 1848/49 (gegen die österreichische Herrschaft über Ungarn) erinnern soll, welche zur damaligen Zeit in dieser Landstadt lebten – einer dieser Personen war Antal Mansbarth, ein Plebaner der katholischen Kirche, ein anderer János Szikszai, ein Pfarrer der Reformierten Kirche.

### Platz der Blutzeugen

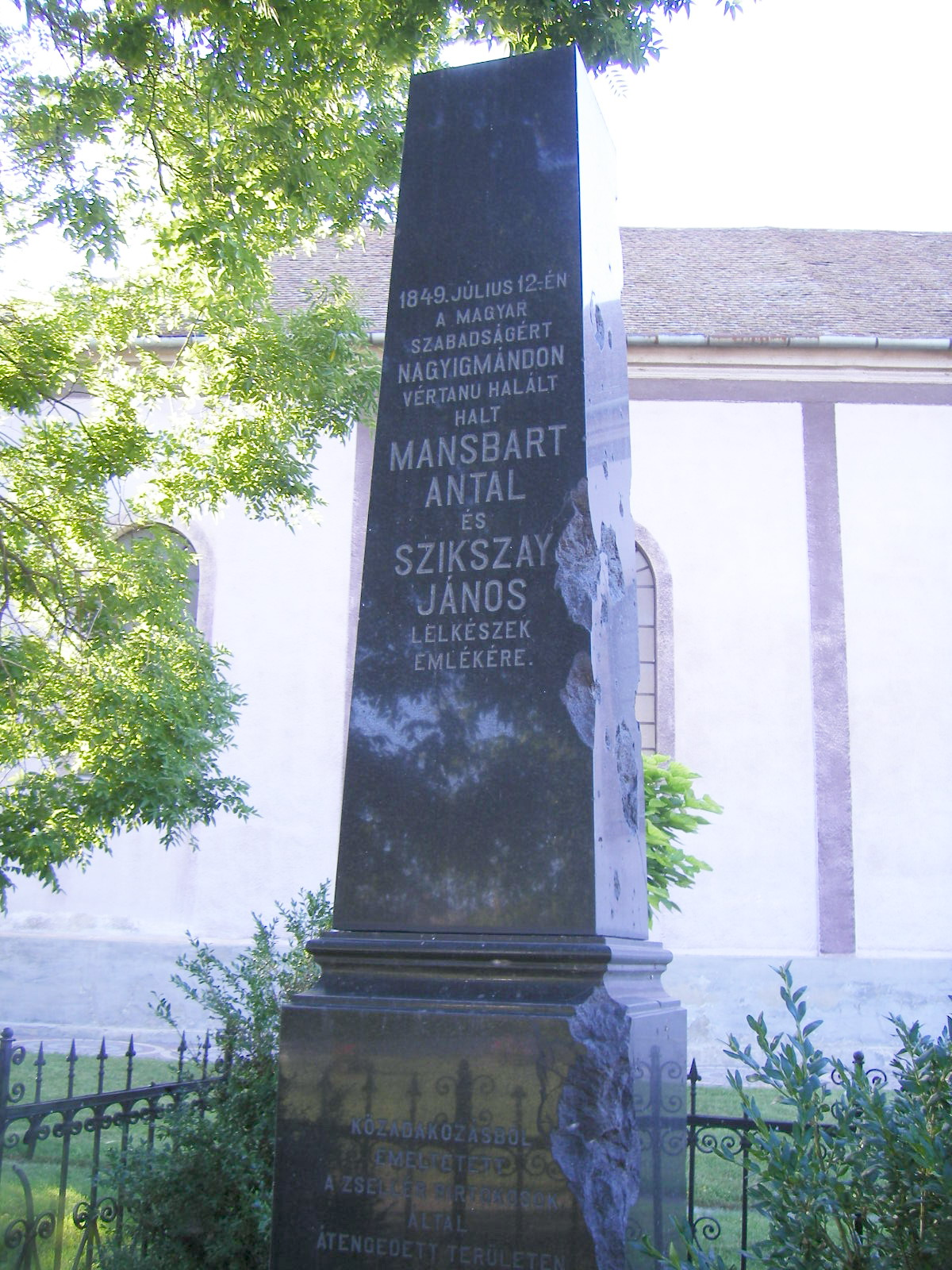
Obelisk auf dem Platz der Blutzeugen vor der Reformierten Kirche.

Auf dem Platz der Blutzeugen steht ein Denkmal in der Form eines Obelisks aus schwarzem Marmor, der zum Gedenken an die hiesigen Opfer des ungarischen Freiheitskampfes gegen Österreich aufrufen soll.

### Friedhöfe
In dem Orte befinden sich zwei Friedhöfe: Einer für die katholische Gemeinde und ein anderer für die reformierte Gemeinde.
Vor dem Reformierten Friedhof sind für dessen Besucher Parkplätze geschaffen worden.

### Denkmal 1956

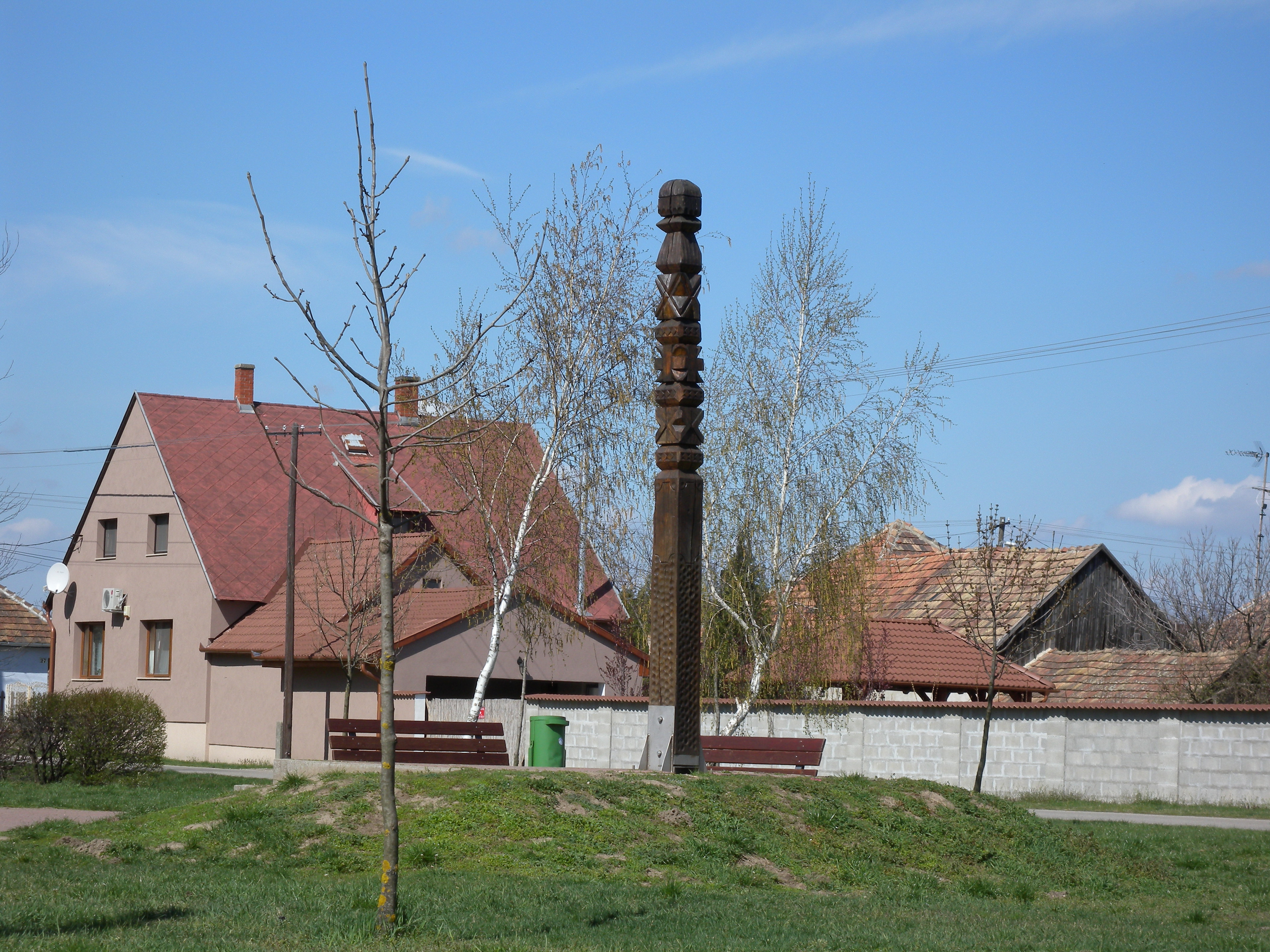
Denkmal für die Opfer der Revolution von 1956.

2009 wurde in der Landstadt ein Denkmal in der Form eines Holzpfeilers errichtet, der an die Revolution von 1956 erinnern soll.

### Erinnerungspark zum Vertrag von Trianon 1920
Der Friedensvertrag von Trianon aus dem Jahre 1920, zu dessen Unterschreibung Ungarn durch die Siegermächte des Ersten Weltkriegs gezwungen wurde, ist im ungarischen Geschichtsbewusstsein tief verankert.

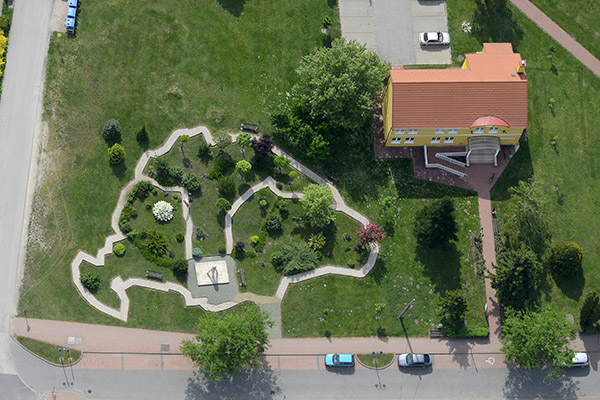
Der sogenannte „Park der Ungarn“ stellt die Grenzen des ungarischen Bestandteils der Doppelmonarchie dar, bevor Gebiete an Nachbarstaaten abgetretenen wurden.

Der diesbezügliche emlékpark (zu Deutsch Erinnerungspark) stellt die Grenzen des ungarischen Teils der österreichisch-ungarischen Doppelmonarchie dar, bevor an andere Staaten Gebiete abgetreten wurden. Die dicken Linien links und rechts innerhalb der Grenzen sollen die Donau und die Theiß andeuten.

### Steinerne Statue des St. Johannes Nepomuk

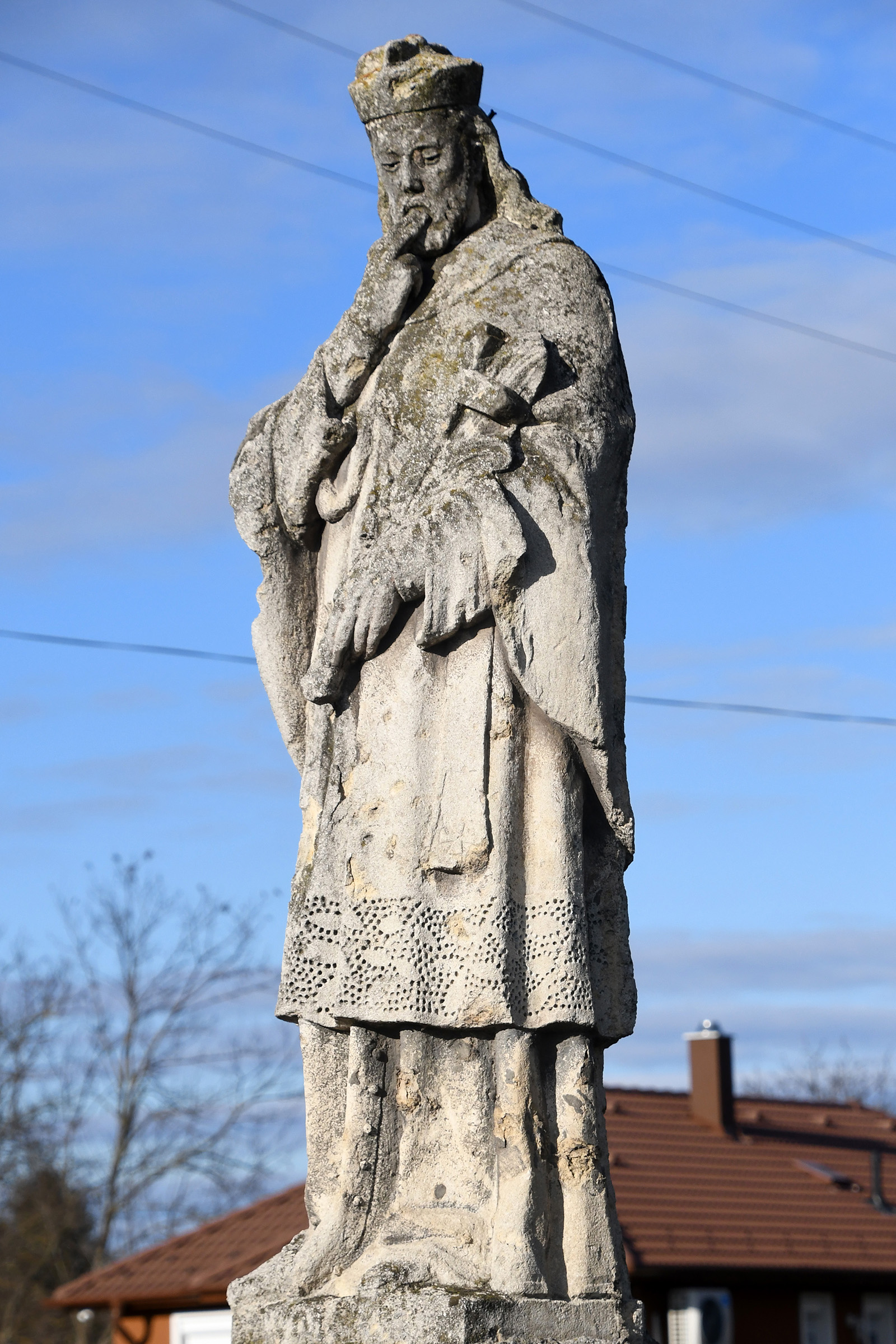
Steinerne Statue des Heiligen Johannes Nepomuk.

Außerdem steht neben der Hauptstraße eine steinerne Statue des Hl. Johannes Nepomuk.

### Kriegsdenkmäler
Auch zwei Kriegsdenkmäler stehen im Dorf, eines, das an den Ersten Weltkrieg, ein anderes, das an den Zweiten Weltkrieg erinnert. Auf beiden stehen Listen von den Namen der Gefallenen, die hier geboren wurden.

### Magos-Bildungshaus
Das Magos-Bildungshaus (Magos Művelődési Ház) steht in der Nähe des katholischen Friedhofes und umfasst eine umfangreiche Bibliothek, die der Bildung der hiesigen Einwohner dient.
Ferner finden an diesem Ort häufig kulturell bedeutsame Aufführungen und Ausstellungen volkstümlicher Kunstwerke statt.

### József-Pápay-Grundschule

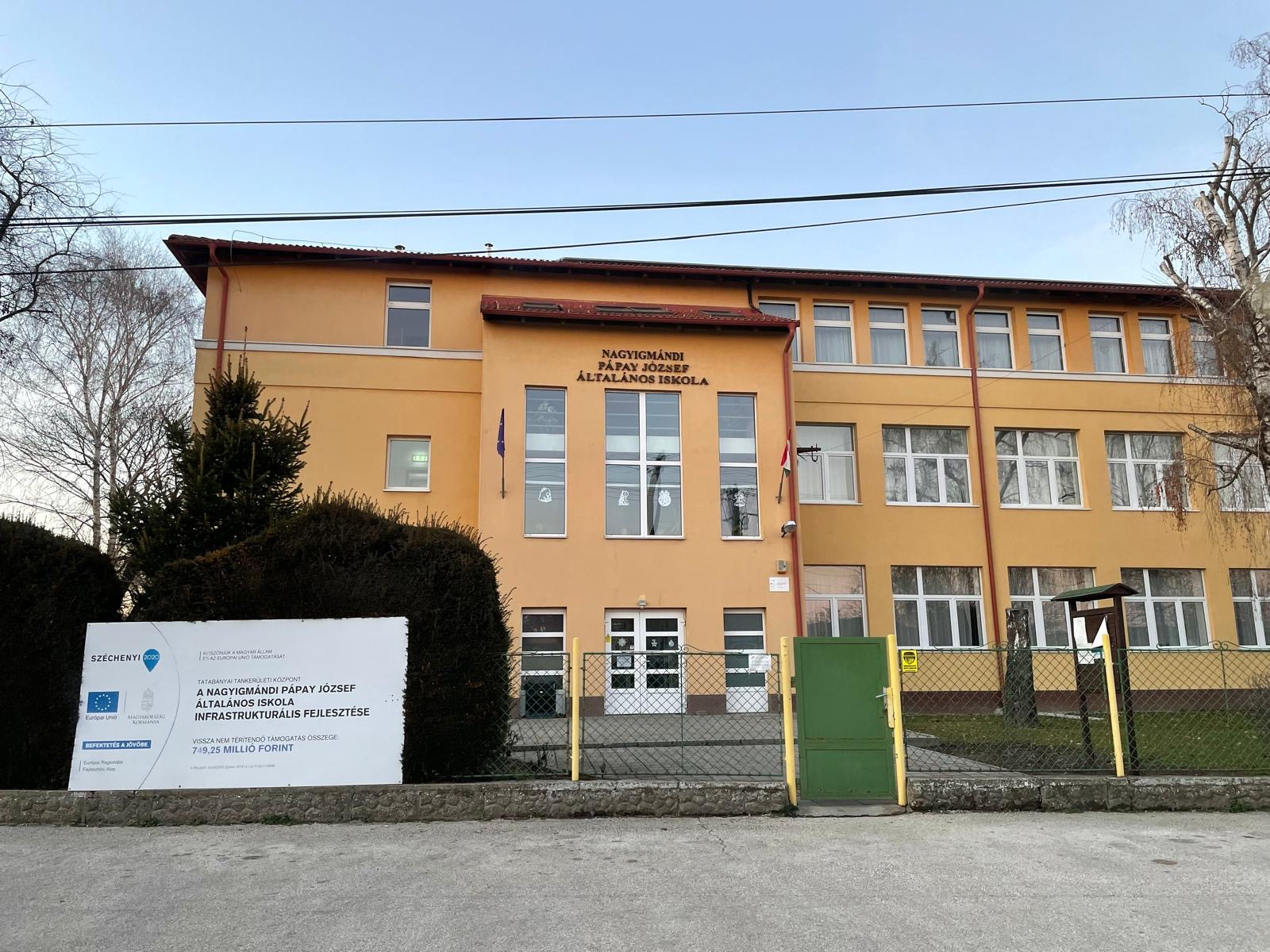
Grundschule.

Ferner steht in der Landstadt die József-Pápay-Grundschule (auf Ungarisch Pápay József Általános Iskola), die nach dem Philologen József Pápay benannt wurde, der hier geboren wurde, an der Universität Debrecen als deren erster Professor für Finnougristik lehrte und die Sprachen der Mansen und der Chanten in Sibirien auf der Grundlage ihrer Verwandtschaft zum Ungarischen erforschte.

### Windkraftanlage
In der Nähe der Landstadt befindet sich eine Windkraftanlage.

## Politik
Die Landstadt wird von einem Bürgermeister beziehungsweise einer Bürgermeisterin regiert.

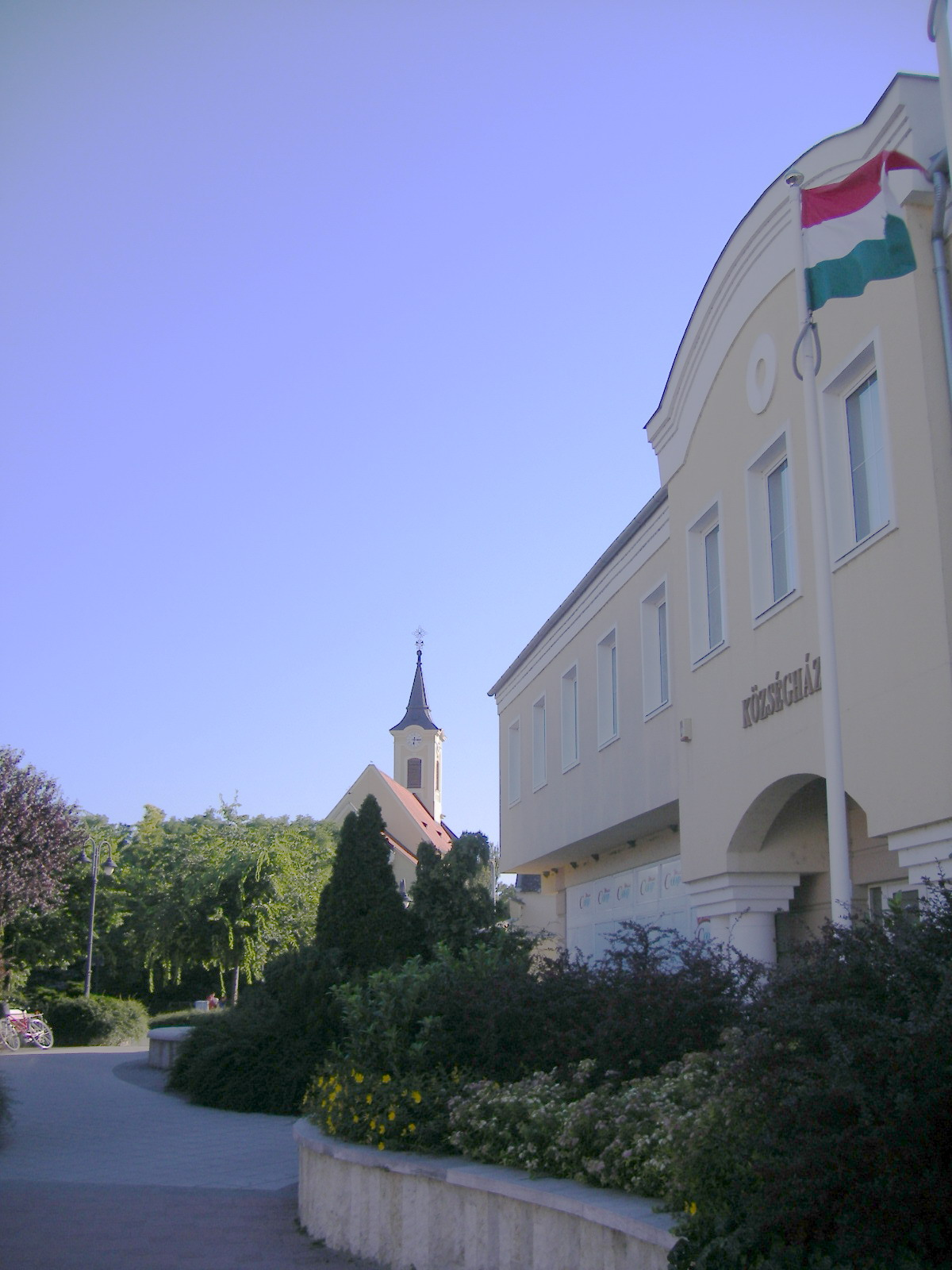
Rechts steht das Gemeindehaus, hinten links erhebt sich die katholische St. Michael-Kirche. Vor dem Gemeindehaus weht die ungarische Flagge an einem weiß bemalten Mast.

Die gegenwärtige Bürgermeisterin heißt Erika Farkas Hajduné und ist parteilos.

## Hydrografie
Durch die Landstadt fließen zwei kleine Gewässer, der Concó und die Szendi-ér.
In Nagyigmánd wurde bis in die 1980er-Jahre ein Bitterwasser genanntes Heilwasser aus Schachtbrunnen gewonnen, das seinen bitteren Geschmack durch gelöstes Epsomit erhielt. Die Wasserentnahme musste aufgrund der Verunreinigung des Grundwassers mit Düngemitteln und Pestiziden eingestellt werden.

## Persönlichkeiten
- József Pápay (1873–1931), Finnougrist
- János László Áldor (1895–1944), Maler
- Antal Mansbarth (1821–1849), katholischer Plebaner und Widerstandskämpfer der ungarischen Revolution 1848/49[8]; nach ihm wurde die Mansbarth-Antal utca (Antal-Mansbarth-Straße in der Landstadt benannt)[4]
- János Szikszay[9] (13. Oktober 1803 – 12. Juli 1849), reformierter Seelsorger und Widerstandskämpfer der ungarischen Revolution 1848/49[8][4]; nach ihm wurde die Szikszai-János utca benannt (zu Deutsch János-Szikszai-Straße)[4]
- Piroska Fikner, Malerin[10]